# 奇跡の漁り (ヴィッツ)
『奇跡の漁り』（きせきのすなどり、仏: La Pêche miraculeuse、英: The Miraculous Draft of Fishes）は、ドイツのシュヴァーベン地方出身の画家コンラート・ヴィッツが1444年に板上に油彩で描いた絵画である。スイスのジュネーヴにある美術歴史博物館 に所蔵されている。ヴィッツは、非常な詳細とともに大きな風景を絵画に導入した最初の画家として認識されている。風景はレマン湖の俯瞰的眺望を有しており、北方ルネサンス絵画にとって重要な達成を示すものであった。当時としては珍しく、額縁には画家の名前と制作年が記されている。

## 作品
本作は元来、『ペテロの祭壇画』 (Peter's Altar Table) として知られる三連祭壇画の1部であったが、この祭壇画は1535年のイコノクラスム (聖像破壊) により解体されてしまった。祭壇画の依頼者は、ジュネーヴの司祭であったフランソワ・ド・メッス (François de Metz) であった。おそらくこの祭壇画の中央パネルは彫像 (破壊された) で、左右両翼パネルがあった。祭壇画が閉じられた時は、本作『奇跡の漁り』と『聖ペテロの召命』が外側の左右両翼パネルであった。祭壇画が開けられた時は、金地に『東方三博士の礼拝』と『寄進者の聖母子への奉献』が現れた。
本作は、「ヨハネによる福音書」 (21章1-14) に記述されている「奇跡的な153匹の魚の捕獲」を描いている。ある湖の端で漁をしていた使徒たちは、ティベリアス (Tiberias) 湖岸辺から彼らに呼び掛けていた見知らぬ人が復活したイエス・キリストであると認識する。 ペテロは、挨拶するためキリストに向かって手を振っている姿で表されている。しかし、絵画はこの場面を「ルカによる福音書」にある「奇跡の漁り」(5章4-1)、「マタイによる福音書」 (14章24-33) にある「水面上を歩くキリスト」(14章24-33) 、および「最初の弟子たちの召命」 (4章18-20) の場面と融合させている。 
この絵画で、ヴィッツは、場面を『聖書』に記載されているガリラヤ湖からレマン湖周辺の自身の地域へ移すという革新的方策を取っている.。この方策により、彼は、以前の画家たちのように空想でガリラヤ湖を解釈するのではなく、遠景描写を自身の観察による実際の地理的特徴にもとづかせることができた。ヴィッツはさらに風景を前面にもたらしている。ここでは、山並みは窓から見える単なる「脚注」、あるいは磔刑場面の向こうに見える細部ではない。絵画は、遠景にグライエアルプス山脈、冠雪しているモン・ブラン、ル・モール山を自然主義的に表現していることで名高い。この点で、本作は、ヨーロッパ美術史において知られている最初期の風景の忠実な描写となっている。
詳細な風景は、ヤン・ファン・エイクのような初期フランドル派の画家たちによりすでに描かれていた。彼らに特徴的な表面の質感への関心と後退する風景の奥行き描写は、ヴィッツに大きな影響を与えた。しかし、これらフランドル派の画家たちの風景は実際の地理的地域にもとづいたものではなく、本作に明らかなように注意深い観察にもとづいたものでもない。この革新性において、本作は、当時リューネブルクで制作していたハンス・ボルネマンと同様であった。ボルネマンもまた、初めて町の情景をそのままそっくり (最重要の建物だけではなく) 描いた都市景観図を描き始めることで、フランドル派の様式を大きく前進させたのである。

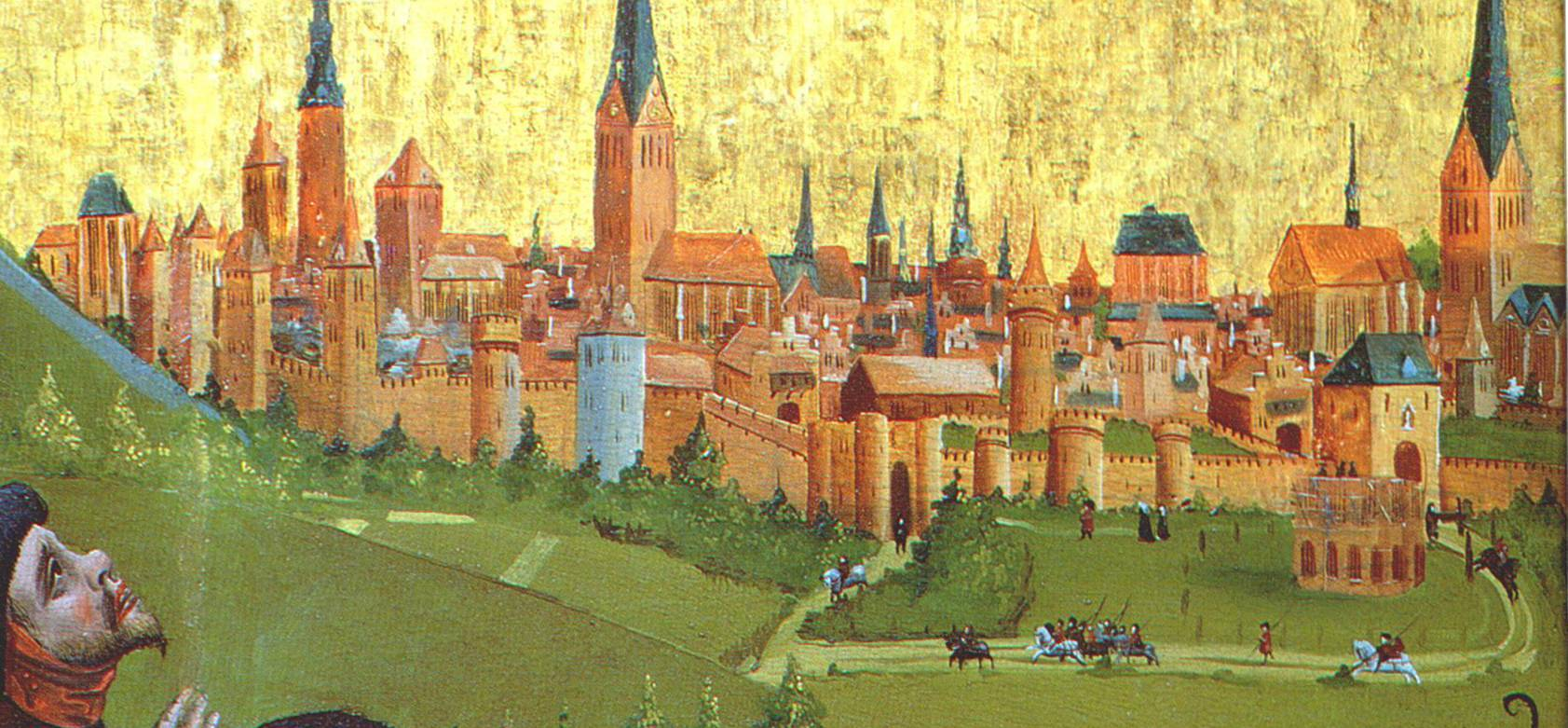
ハンス・ボルネマン『ハイリゲンターラー祭壇画』 (1445年ごろ) の部分。

この絵画は、鏡像視覚と、物の形態と外観が水面上に映り、屈折する方法を綿密に研究した作品である。右側の建物と岩が水面に映っており、小舟から網を投げている男たちの色のついた衣服も同様である。ペテロの脚は水の中の光の屈折により歪んでいる。
前景では水は非常に透明で湖の底が見え、湖の前方には空気の入っている泡も見える。一方、湖の遠方では水面の色調は銀色の広がりの中に溶解している。岸辺に立っているキリストの身体のみが水面に影を投げかけておらず、それは自然の法則が神々しいものには当てはまらないことを示唆している。